# Hienadź Hruszawy
Hienadź Uładzimirawicz Hruszawy (biał. Генадзь Уладзіміравіч Грушавы, ros. Геннадий Владимирович Грушевой, Giennadij Władimirowicz Gruszewoj; ur. 24 lipca 1950 w Mińsku, zm. 28 stycznia 2014) – białoruski filozof, działacz społeczny i polityk, w latach 1990–1996 deputowany do Rady Najwyższej Białoruskiej SRR/Rady Najwyższej Republiki Białorusi XII kadencji; członek Opozycji BNF – frakcji parlamentarnej partii Białoruski Front Ludowy (Biełaruski Narodny Front), o charakterze antykomunistycznym i niepodległościowym; od 1989 roku przewodniczący Komitetu BFL „Dzieci Czarnobyla”, a następnie prezes zarządu Białoruskiej Fundacji Charytatywnej „Dzieciom Czarnobyla”; doktor nauk filozoficznych (odpowiednik polskiego stopnia doktora habilitowanego), profesor.

## Życiorys

### Pochodzenie
Ojciec Hienadzia Hruszawego przed II wojną światową ukończył studia fizyczno-matematyczne we Frunze w Kirgiskiej SRR. W czasie wojny walczył na froncie w szeregach Armii Czerwonej, awansując od stopnia szeregowego do majora. Był dowódcą pułku, z którym szturmował Królewiec. Następnie służył jako komendant jednego z miast w Prusach Wschodnich. Tam poznał swoją przyszłą żonę i matkę Hienadzia. Pochodziła ona z Nowogrodu Wielkiego i została wywieziona w czasie niemieckiej okupacji do III Rzeszy. Po pewnym czasie major Hruszawy został przekierowany do Mińska w Białoruskiej SRR, gdzie 24 lipca 1950 roku na świat przyszedł jego syn, Hienadź.

### Edukacja i działalność naukowa
Hienadź Hruszawy skończył Szkołę Nr 50 o profilu fizyczno-matematycznym. Studiował na Wydziale Filozofii Białoruskiego Uniwersytetu Państwowego (BUP). W trakcie studiów aktywnie zajmował się sportem – koszykówką, sztukami walki, lekkoatletyką. Od drugiego do piątego roku studiów pisał swoją pierwszą pracę naukową na temat Nicolasa Malebranche’a, na potrzeby której nauczył się języka francuskiego i szukał książek sprzed rewolucji październikowej. W 1972 roku rozpoczął aspiranturę. W 1976 roku (według innego źródła w 1975) uzyskał stopień kandydata nauk filozoficznych (odpowiednik polskiego stopnia doktora; temat rozprawy: Okazjonalizm N. Malebranche’a). Następnie został docentem Katedry Historii Filozofii i Logiki BUP, doktorem nauk filozoficznych (odpowiednikiem polskiego stopnia doktora habilitowanego) i profesorem Instytutu Wiedzy Współczesnej w Mińsku.
Hienadź Hruszawy jest autorem ponad 200 prac naukowych z zakresu filozofii i politologii.

### Działalność polityczna
Pod koniec lat 80. XX wieku Hienadź Hruszawy związał się ze środowiskiem prodemokratycznym i niepodległościowym. Uczestniczył w działalności ruchu „Za Demokratyczne Zmiany”. W 1988 roku wziął udział w posiedzeniu Komitetu Organizacyjnego Białoruskiego Frontu Ludowego „Odrodzenie” (BFL) – pierwszej antykomunistycznej i niepodległościowej organizacji na Białorusi tego okresu. Był pomysłodawcą i jednym z organizatorów pierwszego marszu „Czarnobylska Droga”; inspirację i wzór stanowiła dla niego praska wiosna 1969 roku. Marsz odbył się 30 września 1989 roku w Mińsku i uczestniczyło w nim ok. 40 tysięcy ludzi. Wkrótce potem Hienadź Hruszawy jako jeden z jego organizatorów trafił przed sąd. 25–26 listopada 1989 roku koordynował prace pierwszego Zgromadzenia Narodów Czarnobylskich.
W marcu 1990 roku został wybrany na deputowanego ludowego do Rady Najwyższej Białoruskiej SRR XII kadencji z Matusewickiego Okręgu Wyborczego Nr 41 w mieście Mińsku. W maju 1990 roku był pomysłodawcą utworzenia w parlamencie Klubu Demokratycznego, który jednoczyłby deputowanych niezgodnych z komunistyczną nomenklaturą, i wejścia frakcji BFL w jego skład. Wchodził w skład Komisji Rady Najwyższej ds. Katastrofy Czarnobylskiej i od 20 lipca 1990 roku w skład Komisji Konstytucyjnej. Brał udział w opracowaniu i przyjęciu Deklaracji o Państwowej Suwerenności Białorusi, przygotowaniu projektów ustaw na nadzwyczajnej sesji Rady Najwyższej 24–25 sierpnia 1991 roku, w czasie której ogłoszono niepodległość Białorusi. Był członkiem frakcji BFL.
Pod koniec 1995 roku kandydował w wyborach do Rady Najwyższej XIII kadencji. Został wybrany, jednak Centralna Komisja ds. Wyborów i Referendów odmówiła jego rejestracji jako deputowanego. Hruszawy zorganizował wówczas zbiórkę podpisów przeciwko tej decyzji, w ciągu kilku tygodni gromadząc ich ok. 118 tysięcy, głównie w strefach dotkniętych katastrofą czarnobylską (według innego źródła zebrano ich ok. 116 tysięcy). Decyzja nie została jednak zmieniona i Hruszawy nie wszedł do Rady Najwyższej.
Od 1996 roku Hienadź Hruszawy pełnił funkcję przewodniczącego Białoruskiej Partii Chrześcijańsko-Demokratycznej (według innego źródła pełnił tę funkcję od 1990 roku, jednak partia istniała jedynie krótki czas). Od 1997 roku był koordynatorem Zgromadzenia Demokratycznych Pozarządowych Organizacji Białorusi. Od 1997 roku zorganizował Młodzieżowy Związek Chrześcijańsko-Społeczny, 71 grup samopomocy i sieć centrów społecznych „Pracownia Przyszłości” w różnych regionach Białorusi. Z powodu prześladowań ze strony Rady Bezpieczeństwa Białorusi i z obawy przed aresztowaniem, w okresie od kwietnia (według innego źródła od marca) 1997 do marca 1998 roku przebywał na emigracji w Niemczech. Od 2000 roku był współprzewodniczącym komitetu obywatelskiego „Wybór-2001”. Wchodził w skład rady koordynacyjnej Międzynarodowego Biura Pokoju w Genewie.
W 1999 roku za pracę na rzecz obrony praw człowieka otrzymał nagrodę Norweskiej Fundacji Rafto.

### Działalność społeczna
Na początku wiosny 1989 roku Hienadź Hruszawy poznał okoliczności katastrofy elektrowni jądrowej w Czarnobylu i wkrótce podjął się działalności na rzecz pomocy jej ofiarom. W maju tego samego roku oficjalnie został przewodniczącym Komitetu BFL „Dzieci Czarnobyla”. Komitet później przekształcił się w Białoruską Fundację Charytatywną „Dzieciom Czarnobyla”, a Hienadź Hruszawy został jego prezesem zarządu. Kierowana przez niego fundacja w czasie swojego istnienia okazała pomoc ponad 2 milionom mieszkańców Białorusi. Od 1989 do 1996 roku, kiedy zostało to zabronione, dzięki fundacji na leczenie za granicą było skierowanych ponad 900 dzieci z ciężkimi chorobami onkologicznymi. Ponad 200 pracowników medycznych – od dyrektorów szpitali do pielęgniarek – było wysłanych do Stanów Zjednoczonych, Wielkiej Brytanii, Kanady, Japonii, Belgii i Niemiec. Do 2000 roku, kiedy Departament ds. Pomocy Humanitarnej wprowadził licencjonowanie, poprzez fundację na Białoruś trafiła pomoc o wartości ok. 500 milionów dolarów, głównie w formie leków.
Hienadź Hruszawy zmarł 28 stycznia 2014 roku po długiej chorobie.

### Życie prywatne
Hienadź Hruszawy był mężem Iryny Hruszawej – działaczki społecznej, kandydata nauk filologicznych. Miał dwoje dzieci. Od lat 70. interesował się malarstwem i kolekcjonował obrazy, głównie białoruskich malarzy.

## Poglądy i oceny
Zdaniem Hienadzia Hruszawego organizacje społeczne posiadają znacznie większy potencjał od partii politycznych w zakresie przeprowadzania zmian w kraju. Dotyczy to przede wszystkim okresu przejściowego od totalitaryzmu do demokracji oraz specyfiki Białorusi. Do wniosku tego doszedł po marszu „Czarnobylska Droga” w 1989 roku, w którym ideowi zwolennicy BFL stanowili, jego zdaniem, mniej niż jeden procent. Opracował także własną definicję społeczeństwa obywatelskiego, które według niego powstaje tam, gdzie:
- organizuje się ludzi z oddolnej inicjatywy, a nie z polecenia partii czy lidera;
- porusza się kwestie dotyczące całego społeczeństwa lub jej znacznej części;
- społeczeństwo pełni funkcję równoprawnego partnera i, w pewnym sensie, konkurenta państwa, zajmując się tymi samymi co ono problemami[8].

W 2010 roku Zianon Pazniak opisał w swoich wspomnieniach Hienadzia Hruszawego z początku lat 90. następująco:

mówił niewiele, szczególnie publicznie. W Radzie Najwyższej był powściągliwy i ostrożny, częściej milczący, wyróżniał się elastyczną i praktyczną organizacją rozumu (wiedziałem to i ceniłem).